# Haplogroep R1a1 (Y-DNA)
In de genetica is de Haplogroep R1a1 (M17) een Y-chromosoom-haplogroep, die verspreid is over Groot-Azië of (Eurazië). Deze groep komt veel voor in Europa, Noord-Centraal-Azië en India. In Europa bevinden zich de hoogste concentraties in Oost-Europa, met name in Polen en Oekraïne, waar de helft van alle mannen tot deze haplogroep behoort. Hoge concentraties zijn ook aanwezig in Noord-Europa en er wordt aangenomen dat de Vikingen dit over de rest van Europa hebben verspreid, onder andere de Britse eilanden.
De eerste dragers van de R1a1 haplotype zijn mogelijk de Proto-Indo-Europese nomaden in Oekraïne ongeveer 5.000 jaren terug. In het verband van de koerganhypothese wordt zij wel in verband gebracht met de verspreiding van de Indo-Europese talen.
In India zijn de hoogste concentraties van R1a terug te vinden bij de Brahmanen. De studies wijzen op een Arische migratie die teruggaat naar voor 1500 v.C. De gemiddelde frequentie over alle kasten van de R1a haplogroep is circa 40%.

De R1a Y-DNA-haplogroep is een van de meest voorkomende genetische markers die bij Roma-mannen worden aangetroffen. Deze haplogroep wordt gekenmerkt door een specifieke reeks genetische mutaties op het Y-chromosoom, die van vader op zoon worden doorgegeven. Het is belangrijk op te merken dat niet alle Roma-mannen de R1a-haplogroep dragen, aangezien de Roma een diverse etnische groep zijn met verschillende genetische achtergronden.
De R1a-haplogroep wordt met hoge frequenties aangetroffen in veel populaties in Eurazië, waaronder Centraal- en Oost-Europa, Zuid-Azië en Centraal-Azië. Het komt vooral voor onder Indo-Europees sprekende bevolkingsgroepen, waartoe de meerderheid van de Roma behoort. De aanwezigheid van R1a bij Roma-mannen suggereert een historische band tussen het Roma-volk en deze regio's.
De oorsprong van het Roma-volk is al jaren onderwerp van discussie onder geleerden. Genetische studies hebben waardevolle inzichten opgeleverd in hun geschiedenis en migratiepatronen. Volgens genetisch onderzoek kwamen de voorouders van de Roma ongeveer 1500 jaar geleden uit Noordwest-India. Vervolgens migreerden ze westwaarts en bereikten Europa rond de 14e eeuw.
Verschillende onderzoeken hebben de Y-DNA-profielen van Roma-mannen onderzocht om een beter inzicht te krijgen in hun genetische afkomst. Deze onderzoeken hebben consequent een hoge frequentie van R1a onder Roma-populaties aangetoond. Een studie gepubliceerd in het tijdschrift "PLoS ONE" in 2012 analyseerde bijvoorbeeld het Y-DNA van 275 Roma-mannen uit verschillende Europese landen. De onderzoekers ontdekten dat ongeveer 40% van de deelnemers tot de R1a-haplogroep behoorde.
Een ander onderzoek dat in 2015 in het tijdschrift "Human Genetics" werd gepubliceerd, richtte zich op de genetische diversiteit van de Roma-populaties in Europa. De onderzoekers analyseerden zowel autosomaal DNA- als Y-DNA-markers bij meer dan 900 individuen uit verschillende Roma-groepen. Ze ontdekten dat R1a een van de meest voorkomende Y-DNA-haplogroepen was onder Roma-mannen, met frequenties variërend van 20% tot 60% in verschillende populaties.
Bovendien onderzocht een studie gepubliceerd in het tijdschrift "BMC Genetics" in 2016 de genetische structuur van Roma-populaties op de Balkan. De onderzoekers analyseerden de Y-DNA-profielen van 155 Roma-mannen uit Turkije, Bulgarije en Roemenië. Ze ontdekten dat R1a de overheersende haplogroep was, met frequenties variërend van 40% tot 70% in de bestudeerde populaties.
Deze onderzoeken leveren sterk bewijs voor de aanwezigheid van R1a Y-DNA-haplogroep bij Roma-mannen. Het is echter belangrijk op te merken dat genetische studies beperkingen hebben en geen volledig beeld kunnen geven van de complexe geschiedenis en identiteit van het Roma-volk. Culturele factoren, taal en andere niet-genetische aspecten spelen ook een belangrijke rol bij het vormgeven van de identiteit en het erfgoed van elke etnische groep.
Concluderend kan worden gesteld dat de R1a Y-DNA-haplogroep vaak wordt aangetroffen onder Roma-mannen, wat wijst op een historische band tussen het Roma-volk en verschillende bevolkingsgroepen in Eurazië. Genetische studies hebben consistent hoge frequenties van R1a aangetoond onder Roma-populaties in Europa en andere regio's. Het is echter van cruciaal belang om meerdere bewijslijnen in overweging te nemen, waaronder culturele en taalkundige factoren, om een alomvattend inzicht te krijgen in de geschiedenis en afkomst van het Roma-volk.

## R Haplotypes
R1a1 is een subgroep van Haplogroep R (M207), verwant met Haplogroep R1b (M343) welke dominant is in West-Europa, en ook een verre verwant van Haplogroep R2 (M124).

## Trivia
Artem Lukichev heeft een animatie gemaakt gebaseerd op het Bashkirisch epos Oeral, die de geschiedenis van de haplogroepen R1a en R1b beschrijft.